# Kamenec Podolský
Kamenec Podolský (ukrajinsky Кам’янець-Подільський [kam'janec’-podiľs’kyj]) je starobylé město, kdysi středisko historického kraje Podolí na jihozápadní Ukrajině. Městem protéká řeka Smotryč, která zde tvoří hluboký kaňon. Dnes je městem oblastního významu, centrem stejnojmenného rajónu a druhým největším městem Chmelnycké oblasti; v roce 2014 zde žilo 102 254 obyvatel, avšak v roce 2022 už jen 96 896. Město je sídlem diecéze a jedním z center katolictví na Ukrajině.

## Názvy
Ukrajinský název pochází z ukrajinského камiнь (kámen). Kamenec Podolský leží v území, které náleželo mnoho státům a říším; proto má v mnoha jazycích odlišné názvy:
- ukrajinsky: Кам’янець-Подільський (Kam'janec-Podilskyj)
- rusky: Каменец-Подольский (Kameněc-Podolskij)
- polsky: Kamieniec Podolski
- turecky: Kamaniçe
- latinsky: Camenecium
- rumunsky: Cameniţa
- jidiš: קאַמענעץ (Kumenec)
- arménsky: Կամիանէց-Պոդոլսկ

## Historie
Již před naším letopočtem zde existovala opevněná dácká osada. Později bylo město centrem historického regionu Podolí a v letech 1352–1672 a 1699–1793 patřilo k polskolitevskému státu. Proslulo multietnickým charakterem, protože v něm sídlily početné menšiny Poláků, Židů a Arménů. Dobytí Kamence Podolského osmanskou armádou v roce 1672 se stalo námětem slavného románu Henryka Sienkiewicze Pan Wolodyjowski.
Od 22. března 1919 do listopadu 1920 bylo město součástí Ukrajinské lidové republiky.

## Vývoj počtu obyvatel
| - 1390 – 2 000 - 1570 – 4 500 - 1630 – 12 000 - 1699 – 1 400 - 1840 – 14 700 - 1862 – 18 900 - 1892 – 36 662 - 1893 – 36 951 - 1897 – 35 934 - 1903 – 40 000 | - 1912 – 50 500 - 1921 – 26 600 - 1926 – 31 000 - 1939 – 36 400 - 1944 – 11 000 - 1959 – 40 300 - 1966 – 50 000 - 1970 – 57 000 - 1976 – 77 000 - 1979 – 84 000 | - 1986 – 100 000 - 1989 – 102 200 - 1990 – 103 000 - 1991 – 105 000 - 2001 – 99 610 - 2003 – 99 929 - 2004 – 99 540 - 2005 – 99 398 - 2007 – 100 025 - 2022 – 96 896 |

## Školství a kultura
- Národní univerzita Ivana Ohijenka
- V okolí města se odehrává román od Elie Wiesela Pátý syn z roku 1983.[2]

## Pamětihodnosti a turistické zajímavosti
- Hrad
- Radnice

### Chrámy
- řeckokatolický chrám Nejsvětější Trojice
- řeckokatolický chrám svatého Josafata
- římskokatolická katedrála a socha Panny Marie, umístěna na dřívějším minaretu
- kostel svatého Mikuláše

## Partnerská města
- Kutná Hora, Česko

## Galerie

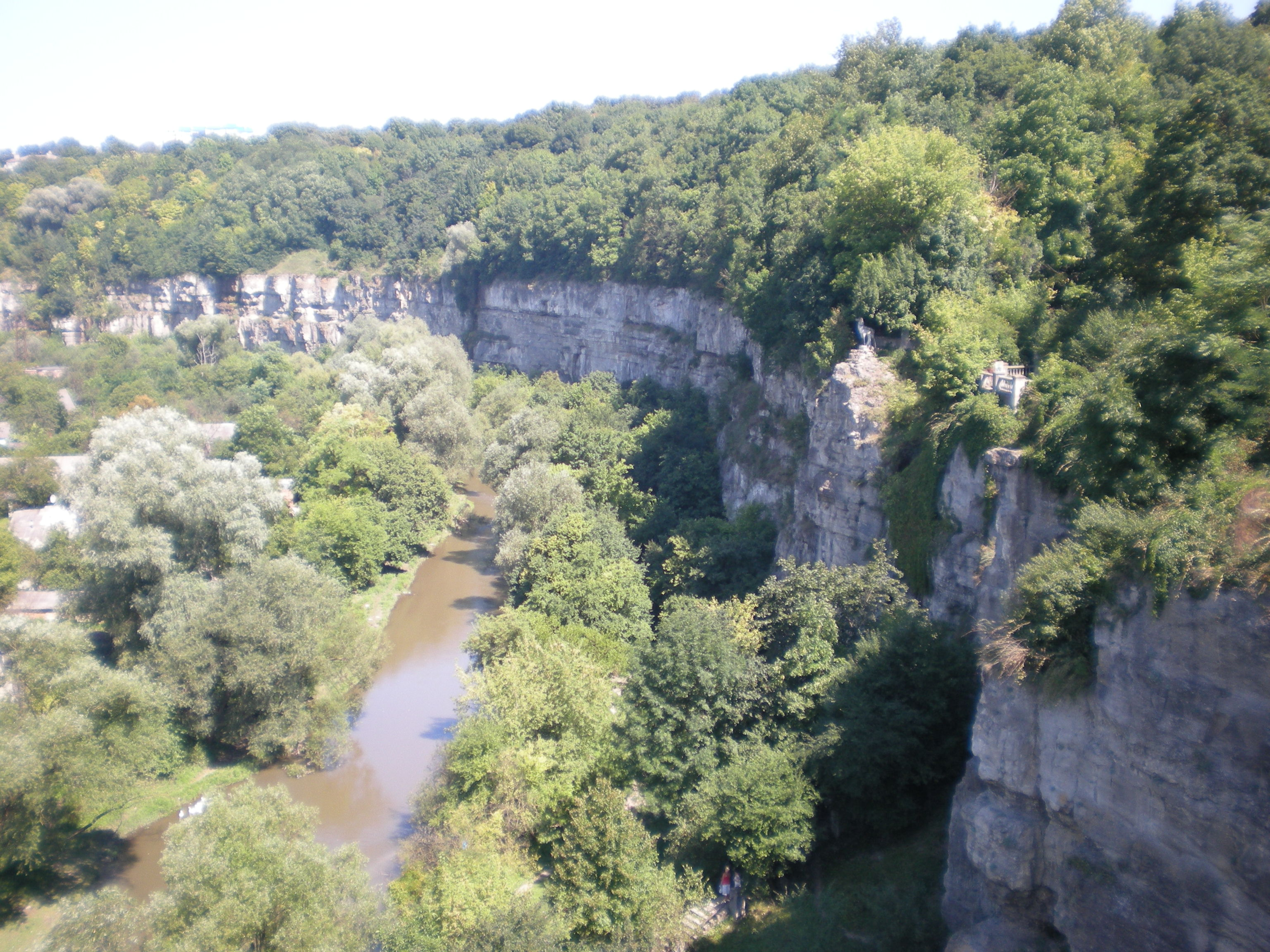
Kaňon řeky Smotryč obklopující střed města
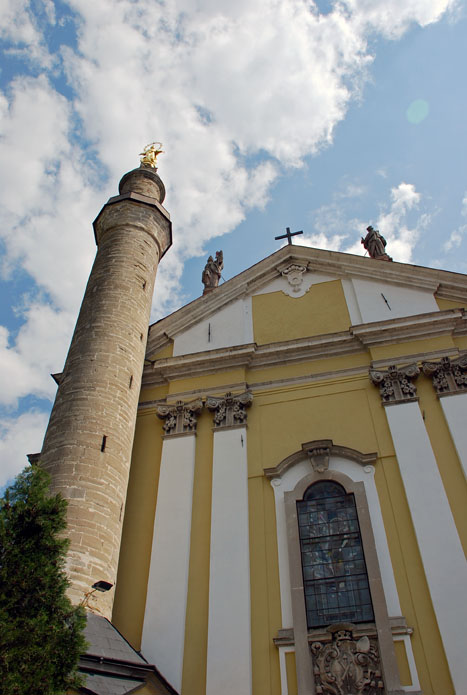
Římskokatolická katedrála a socha Panny Marie
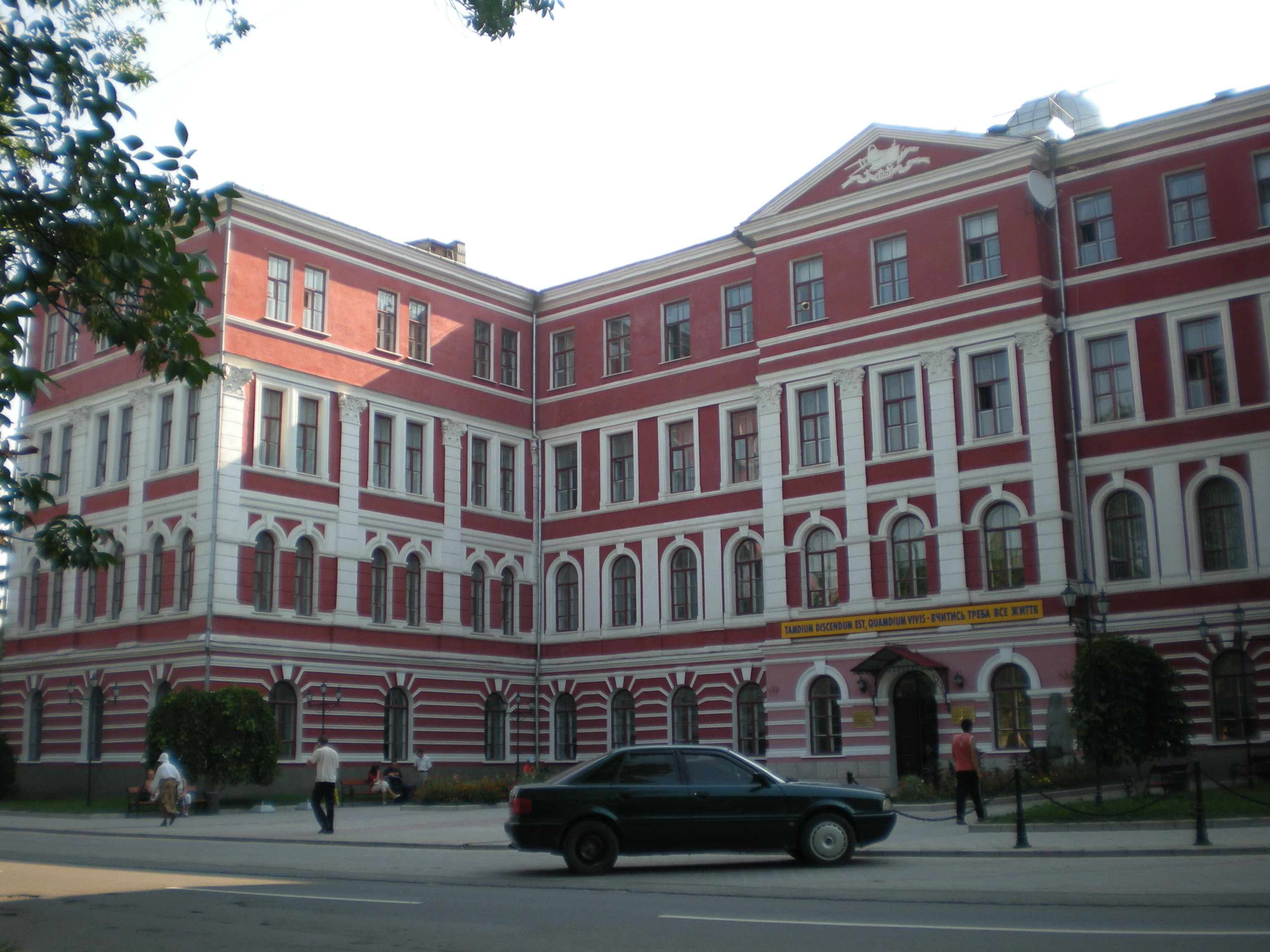
Národní univerzita
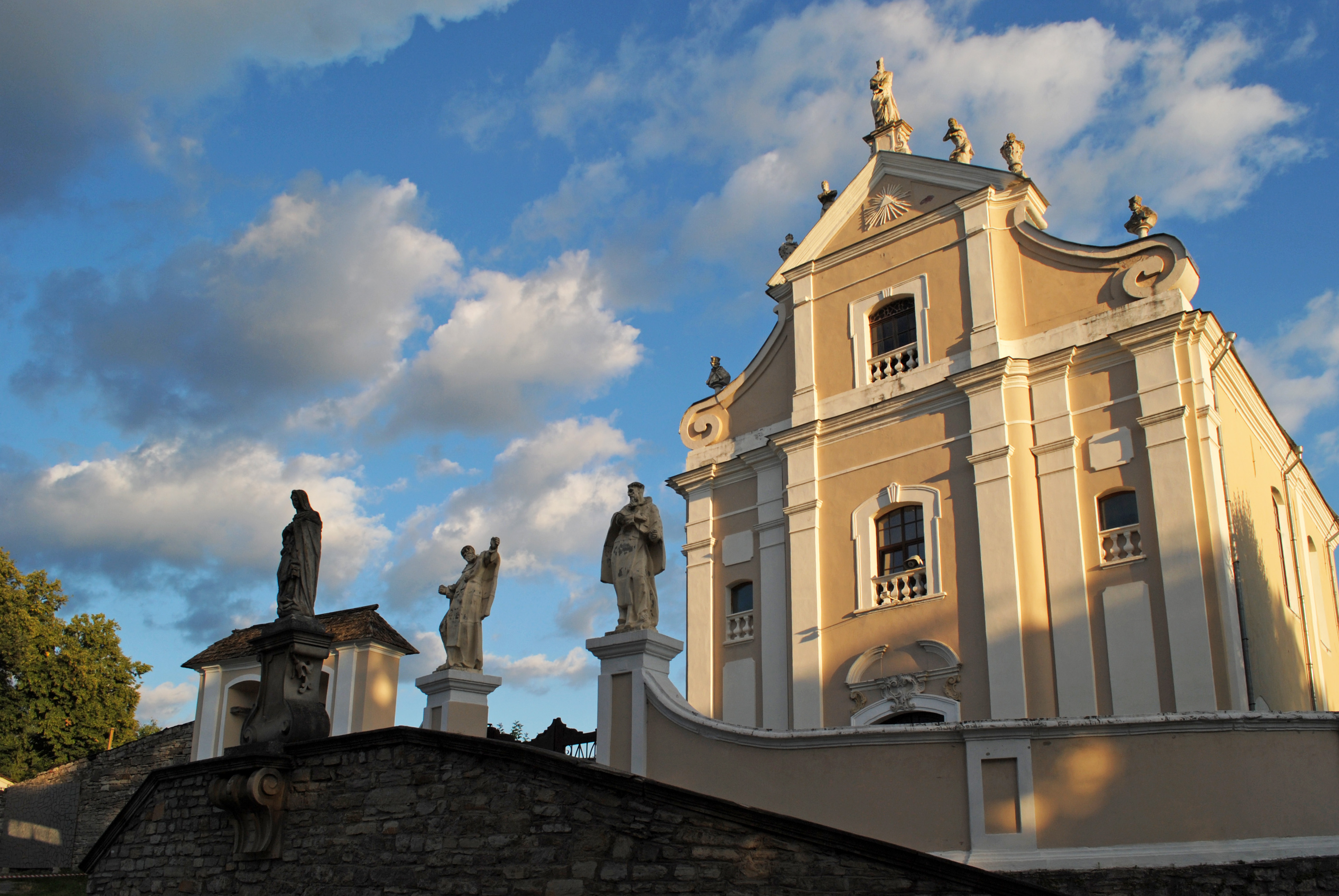
Chrám svatého Josafata
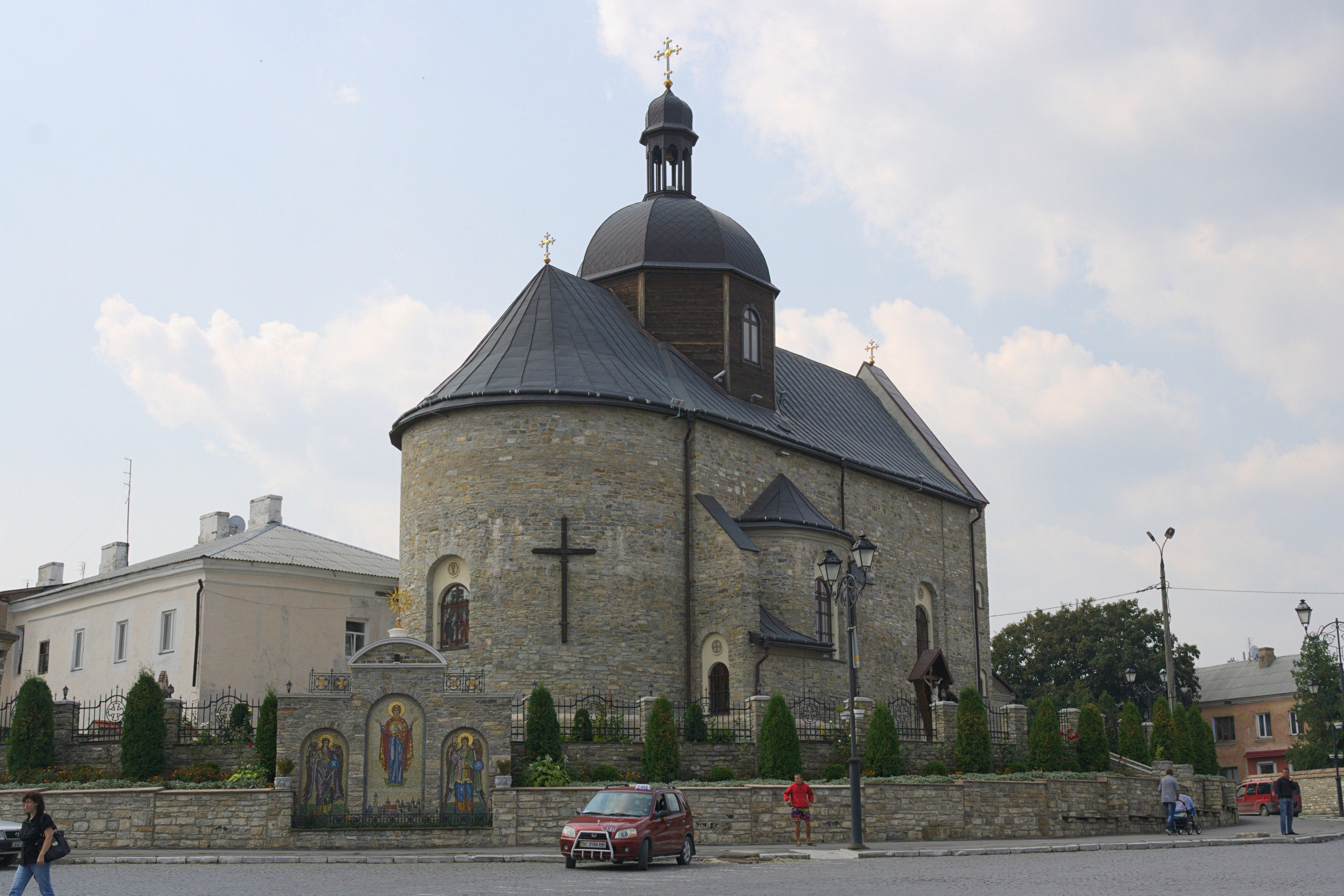
Chrám Nejsvětější Trojice
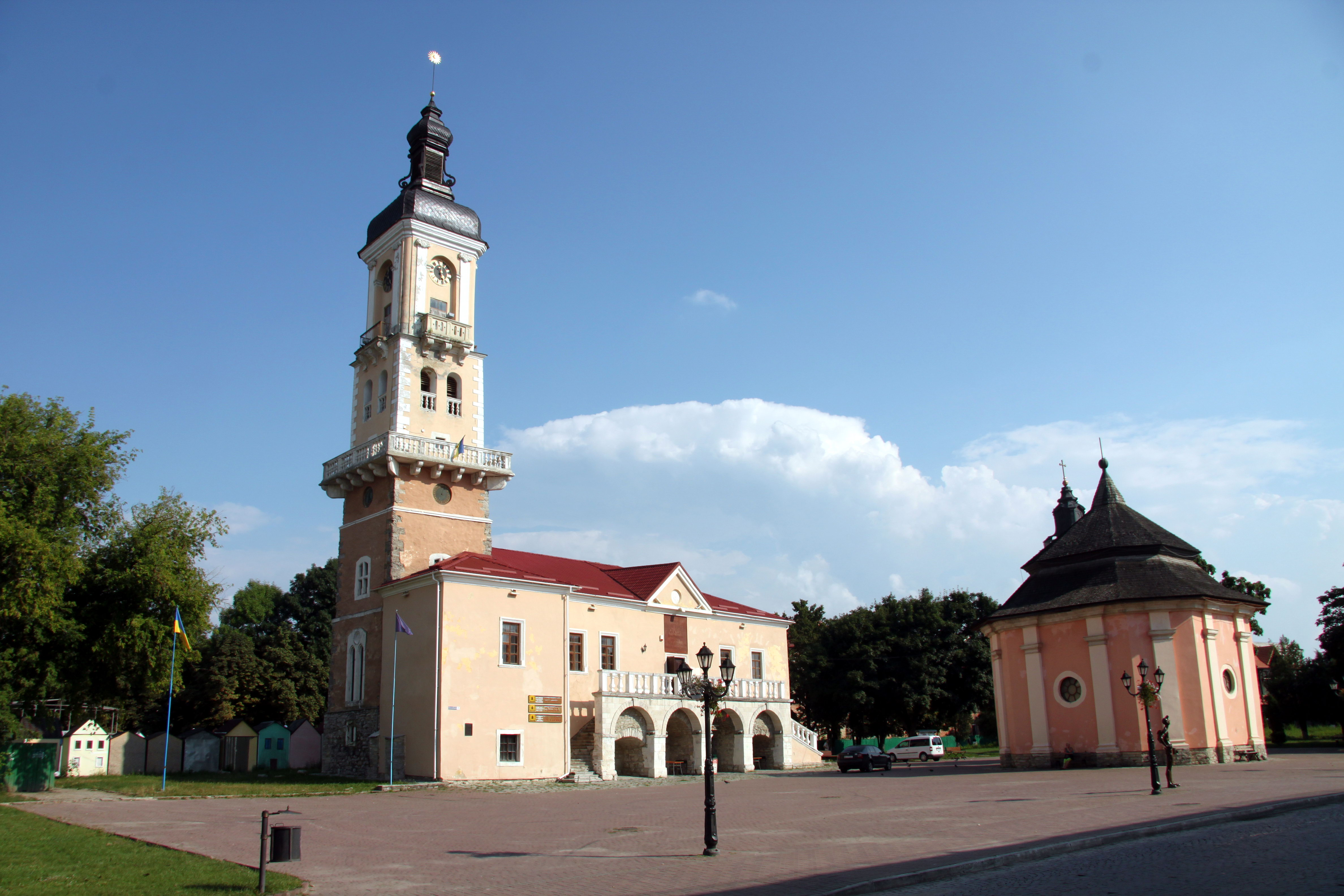
Radnice